# Bounnhang Vorachith
Bounnhang Vorachith (nacido el 15 de agosto de 1937) es el ex presidente de Laos y secretario general del Partido Popular Revolucionario de Laos desde 2016 hasta 2021. Se desempeñó como vice primer ministro desde 1996 hasta 2001 y luego fue nombrado primer ministro. Fue nombrado vicepresidente el 8 de junio de 2006, cuando Bouasone Bouphavanh fue elegido primer ministro. El 19 de abril de 2016 accedió a la presidencia del país, que ejerció hasta 2021.
| Predecesor: Choummaly Sayasone | Presidente de Laos 2016 - 2021 | Sucesor: Thongloun Sisoulith |